# Lingua zoque di Tabasco
La lingua zoque di Tabasco, chiamata anche zoque di Ayapa o ayapaneco, è una lingua zoque parlata in Messico.

## Distribuzione geografica
L'ayapaneco, che prende il nome dalla località di Ayapa, nel municipio di Jalpa de Méndez (Tabasco), è una lingua in via di estinzione. Secondo Ethnologue nel 1971 restavano solo 40 persone che parlavano la lingua. Secondo i dati del censimento del 2010 effettuato dall'Instituto Nacional de Estadística y Geografía (INEGI), i locutori di ayapaneco in Messico sono 4. Nel 2015 secondo un articolo del giornale Focus i locutori rimasti erano ormai solo due, entrambi aventi un'età superiore ai 70 anni.